# Aurelia Petrucci
Aurelia Petrucci (Siena, 1511 – Siena, novembre 1542) è stata una poetessa italiana.

## Biografia

Stemma della famiglia Petrucci.

Aurelia Petrucci nacque nel 1511 a Siena dal matrimonio tra Borghese Petrucci e Vittoria Piccolomini. Suo padre era il figlio maggiore del Signore di Siena Pandolfo Petrucci, a cui successe nel 1512. Sua madre era nipote di Papa Pio III. Dopo il periodo d'esilio della sua famiglia a Napoli e Roma, la giovane Aurelia sposò dapprima Jacopo Petrucci, da cui ebbe due figlie femmine e, alla morte di costui, Camillo Venturi, da cui ebbe un maschio e una femmina.
Aurelia Petrucci, al pari della cognata Cassandra, si cimentò nella poesia. Della sua produzione poetica sono sopravvissuti due poemi in forma completa, tra cui spicca il componimento "Dove stà il tuo valor, Patria mia cara?", dedicato alle vicissitudini della città di Siena, con il quale la poetessa dimostrò il proprio profondo acume politico. Questo componimento ottenne molto successo, tanto che un secolo e mezzo più tardi Antonio Bulifon lo collocò all'inizio di una collezione intitolata "Rime di cinquanta illustri poetesse".
Nel 1535 Mariano Lenzi pubblicò a Roma la prima traduzione italiana dei celebri "Dialogi d'Amore di Maestro Leone Medico Hebreo", dedicandola proprio alla "Valorosa Madonna" Aurelia Petrucci. La poetessa morì trentunenne nel novembre 1542. Il letterato e arcivescovo Alessandro Piccolomini le dedicò un'appassionata orazione funebre.